# Tempel van Mars (Marsveld)
De Tempel van Mars (Latijn:Aedes Martis) was een tempel ter ere van de god Mars op het Marsveld in het oude Rome.
Volgens de Romeinse mythologie was Mars de vader van Romulus en Remus, de stichters van de stad, en werd daarom al vroeg vereerd. Koning Numa Pompilius bouwde rond 700 voor Christus al het Altaar van Mars (Ara Martis) op het open veld ten westen van de stad, dat vervolgens de naam "Marsveld" kreeg.
De Tempel van Mars op het Marsveld was echter een ander heiligdom. Deze tempel werd rond 133 v. Chr. gebouwd door Decimus Junius Brutus Callaicus, die als proconsul in 138 en 137 v. Chr. grote overwinningen behaalde in Hispania. Nadat hij bij terugkomst in Rome een triomftocht mocht houden, bouwde hij zijn tempel voor Mars met het geld dat hij met de buit van zijn veldtochten had verdiend. Net als veel andere tempels die door triomferende generaals werden betaald, verrees de Tempel van Mars bij het Circus Flaminius. In de tempel stonden grote beelden van een zittende Mars en een naakte Venus. Deze waren in de vierde eeuw v. Chr. gemaakt door de Griekse beeldhouwer Skopas van Paros.
De exacte locatie van de tempel is onbekend, er zijn geen restanten van het gebouw teruggevonden. Naast de Tempel van Mars op het Marsveld, stond er nog een belangrijke Marstempel uit de vierde eeuw v. Chr. aan de Via Appia buiten de stad. Keizer Augustus liet in de laatste decennia van de eerste eeuw v. Chr. de grote Tempel van Mars Ultor op zijn forum bouwen.